# Eucithara
Eucithara is een geslacht van weekdieren uit de klasse van de Gastropoda (slakken).

## Soorten
- Eucithara abakcheutos Kilburn, 1992
- Eucithara abbreviata (Garrett, 1873)
- Eucithara alacris Hedley, 1922
- Eucithara albivestis (Pilsbry, 1934)
- Eucithara amabilis (Nevill & Nevill, 1874)
- Eucithara angela (Adams & Angas, 1864)
- Eucithara angiostoma (Pease, 1868)
- Eucithara antillarum (Reeve, 1846)
- Eucithara arenivaga Hedley, 1922
- Eucithara articulata (G. B. Sowerby III, 1894)
- Eucithara bascauda (Melvill & Standen, 1896)
- Eucithara bathyraphe (E. A. Smith, 1882)
- Eucithara bicolor (Reeve, 1846)
- Eucithara bisacchii (Hornung & Mermod, 1929)
- Eucithara brocha Hedley, 1922
- Eucithara caledonica (E. A. Smith, 1882)
- Eucithara capillaris Kilburn & Dekker, 2008
- Eucithara capillata (Hervier, 1897)
- Eucithara castanea (Reeve, 1846)
- Eucithara cazioti (Preston, 1905)
- Eucithara celebensis (Hinds, 1843)
- Eucithara cincta (Reeve, 1846)
- Eucithara cinnamomea (Hinds, 1843)
- Eucithara columbelloides (Reeve, 1846)
- Eucithara compressicosta (Boettger, 1895)
- Eucithara coniformis (Reeve, 1846)
- Eucithara conohelicoides (Reeve, 1846)
- Eucithara coronata (Hinds, 1843)
- Eucithara crystallina (Hervier, 1897)
- Eucithara debilis (Pease, 1868)
- Eucithara decussata (Pease, 1868)
- Eucithara delacouriana (Crosse, 1869)
- Eucithara diaglypha (Hervier, 1897)
- Eucithara dubiosa (Nevill & Nevill, 1875)
- Eucithara duplaris (Melvill, 1923)
- Eucithara edithae (Melvill & Standen, 1901)
- Eucithara elegans (Reeve, 1846)
- Eucithara ella (Thiele, 1925)
- Eucithara eumerista (Melvill & Standen, 1896)
- Eucithara funebris (Reeve, 1846)
- Eucithara funiculata (Reeve, 1846)
- Eucithara fusiformis (Reeve, 1846)
- Eucithara gevahi Singer, 2012
- Eucithara gibbosa (Reeve, 1846)
- Eucithara gracilis (Reeve, 1846)
- Eucithara gradata (Nevill & Nevill, 1875)
- Eucithara grata (E. A. Smith, 1884)
- Eucithara gruveli (Dautzenberg, 1932)
- Eucithara guentheri (G. B. Sowerby III, 1893)
- Eucithara harpellina (Hervier, 1897)
- Eucithara hirasei (Pilsbry, 1904)
- Eucithara interstriata (E. A. Smith, 1876)
- Eucithara isseli (Nevill & Nevill, 1875)
- Eucithara lamellata (Reeve, 1846)
- Eucithara lepidella (Hervier, 1897)
- Eucithara lota (Gould, 1860)
- Eucithara lyra (Reeve, 1846)
- Eucithara macteola Kilburn, 1992
- Eucithara makadiensis Kilburn & Dekker, 2008
- Eucithara marerosa Kilburn, 1992
- Eucithara marginelloides (Reeve, 1846)
- Eucithara miriamica Hedley, 1922
- Eucithara monochoria Hedley, 1922
- Eucithara moraria Hedley, 1922
- Eucithara nana (Reeve, 1846)
- Eucithara nevilliana (Preston, 1904)
- Eucithara novaehollandiae (Reeve, 1846)
- Eucithara obesa (Reeve, 1846)
- Eucithara pagoda (May, 1911)
- Eucithara paucicostata (Pease, 1868)
- Eucithara perhumerata Kilburn & Dekker, 2008
- Eucithara planilabrum (Reeve, 1843)
- Eucithara pulchella (Reeve, 1846)
- Eucithara pulchra Bozzetti, 2009
- Eucithara pusilla (Pease, 1860)
- Eucithara ringens (G. B. Sowerby III, 1893)
- Eucithara seychellarum (E. A. Smith, 1884)
- Eucithara solida (Reeve, 1846)
- Eucithara souverbiei (Tryon, 1884)
- Eucithara striatella (E. A. Smith, 1884)
- Eucithara striatissima (G. B. Sowerby III, 1907)
- Eucithara stromboides (Reeve, 1846)
- Eucithara subglobosa (Hervier, 1897)
- Eucithara tenebrosa (Reeve, 1846)
- Eucithara trivittata (Adams & Reeve, 1850)
- Eucithara turricula (Reeve, 1846)
- Eucithara typhonota (Melvill & Standen, 1901)
- Eucithara typica (E. A. Smith, 1884)
- Eucithara ubuhle Kilburn, 1992
- Eucithara unilineata (E. A. Smith, 1876)
- Eucithara vexillum (Reeve, 1846)
- Eucithara villaumeae Kilburn & Dekker, 2008
- Eucithara vitiensis (E. A. Smith, 1884)
- Eucithara vittata (Hinds, 1843)